# متلازمة فار
متلازمة فار أو تكلّس العقد القاعدية مجهول السبب هو مرض وراثي عصبي نادر ذو وراثة سائدة يتميّز بترسّبات كلسية غير طبيعية في مناطق بالدماغ تتحكم بالحركة. عن طريق التصوير المقطعي المحوسب، يتم رؤية التكلس أساسًا في منطقة العقد القاعدية وفي مناطق أخرى مثل القشرة المخية.

## أعراض
تشمل أعراض هذه المتلازمة تدهور الوظائف الحركية والكلام، نوبات، وحركات لا إرادية أخرى. أعراض أخرى هي الصداع، الخَرَف، وضعف الرؤية. خصائص مرض الباركينوسون هي مشابهة أيضًا لخصائص متلازمة فار.

## تاريخ وتسمية
لاحظ هذا المرض للمرة الأولى طبيب الأعصاب الألماني كارل ثيودور فار في عام 1930. اسم أقل شيوعًا للمرض هو متلازمة شافاني-بروني ومتلازمة فريتش، الأول نسبة لجاك بروني وجون ألفرد إميل شافاني، والأخير نسبة لـ ر. فريتش.
وقد تم الإبلاغ عن أقل من 20 أسرة في المنشورات العالمية حتى عام 1997.

## روابط خارجية
- صور لمتلازمة فار (MedPix) نسخة محفوظة 27 سبتمبر 2007 على موقع واي باك مشين.
- المنظمة الوطنية للأضطرابات العصبية (NORD)
- المعهد الوطنية للشيخوخة (NIA)
- المعهد الوطني للصحة العقلية (NIMH)
- Fahr Syndrome Images (iNeurologist)